# Die Königin von Tiefenthal
Die Königin von Tiefenthal ist ein Märchen (AaTh 400). Es steht in Ulrich Jahns Volksmärchen aus Pommern und Rügen an Stelle 55.

## Inhalt
Ein armer Fischer fährt mit seinem Sohn einmal weiter hinaus. Sie erleiden Schiffbruch. Der Sohn kommt zu einem Jäger. Was er Sonntags vor der Predigt schösse, gehört ihm, nur darf er ums Leben nicht zu spät zur Predigt kommen. Grade dann aber sieht er kein Wild, nur eine weiße Hirschkuh, die er nicht erwischen kann. Der Jäger lacht ihn aus. Den dritten Sonntag jagt er ihr den ganzen Tag nach. Eine schwarze Jungfrau nimmt ihn in ihr Schloss in einem großen Berg in Dienst. Tagsüber soll er ihr Pferd versorgen, nachts von elf bis zwölf Uhr aber still wachen, egal was ist. Die erste Nacht kommen sechs, die zweite neun, die dritte Nacht zwölf Kerle und spielen Karten. Er macht nicht mit, sie quälen ihn jedes Mal mehr. Die Jungfrau heilt ihn mit Balsam, ist nach dreimal samt Schloss erlöst und die Königin von Tiefenthal. Sie heiraten. Als er seine Eltern besucht, sieht sie voraus, der Amtmann werde ihn drängen, eine seiner Töchter zu nehmen. Spräche er dann von ihrer Schönheit, so sei alles verloren. Auch gibt sie ihm einen Ring, den er drehen und sich dabei irgendwo hin, oder sie herbeiwünschen kann, doch darf er es nicht unnötig tun. Die Eltern jubeln beim Wiedersehen. So erfährt es der Amtmann. Der junge König spottet seiner Töchter mit Hinweis auf seine Frau, soll es beweisen und dreht den Ring. Sie erscheint, lässt ihn einschlafen. Als er erwacht, stehen Eisenstiefel da, dazu ein Zettel, die müsse er abtragen, um wieder nach Tiefenthal zu kommen. Er wandert und kommt zum Südwind, der bringt ihn zum Ostwind, der zum Westwind und der zum Nordwind, der bringt ihn zum Schloss, wo seine Frau gerade neu heiratet. Er bittet um etwas Brot und legt ihr seinen Ring in den Becher. Sie erkennt ihn und nimmt ihn wieder.

## Herkunft
Jahn gibt an: „Mündlich aus Petznick, Kreis Pyritz.“ Er liefert zu Nr. 54–57 noch zwei Varianten, siehe Die Maränen. Die Steigerung der Qualnächte passt zu militärischem Erzählmilieu, die eigentliche Geduldsprobe der Suchwanderung tritt eher zurück. Vgl. Wolfs Die Prinzessin von Tiefenthal, Die eisernen Stiefel und Von der schönen Schwanenjungfer, Grimms Der König vom goldenen Berg, zur Hirschkuh auch De beiden Künigeskinner.